# Piedrahíta (Ávila)
Piedrahíta ist ein Ort und eine nordspanische Gemeinde (municipio) mit 1.637 Einwohnern (Stand: 2024) in der Provinz Ávila in der Autonomen Gemeinschaft Kastilien-León. Der alte Ortskern wurde als Kulturgut (Bien de Interés Cultural) in der Kategorie Conjunto histórico-artístico eingestuft.

## Lage
Piedrahíta liegt in einer fruchtbaren Talsenke am nur etwa 4 km langen Río Pozas, einem Nebenfluss des Río Corneja in der Sierra de Gredos in einer Höhe von etwa 1065 m ü. d. M. Die Provinzhauptstadt Ávila ist knapp 65 km (Fahrtstrecke) in nordöstlicher Richtung entfernt. Das Klima im Winter ist kühl, im Sommer dagegen trotz der Höhenlage durchaus warm; die geringen Niederschlagsmengen (ca. 475 mm/Jahr) fallen – mit Ausnahme der nahezu regenlosen Sommermonate – verteilt übers ganze Jahr.

## Bevölkerungsentwicklung
| Jahr      | 1857  | 1900  | 1950  | 2000  | 2017  |
| Einwohner | 1.951 | 2.936 | 3.136 | 2.169 | 1.823 |

Der deutliche Bevölkerungsrückgang seit den 1950er Jahren ist im Wesentlichen auf die Mechanisierung der Landwirtschaft und den damit einhergehenden Verlust an Arbeitsplätzen zurückzuführen.

## Wirtschaft
Die Landwirtschaft, vor allem die Viehzucht, spielt traditionell die größte Rolle im Wirtschaftsleben der Berggemeinde, die in früheren Zeiten für die Weiler und Einzelgehöfte in der Umgebung auch ein regionales Zentrum für Handwerk und Handel war. Einnahmen aus dem Tourismus in Form der Vermietung von Ferienwohnungen (casas rurales) sind in den letzten Jahrzehnten hinzugekommen.

## Geschichte
Die ersten Besiedlungsspuren stammen aus keltischer Zeit (Vettonen); römische und westgotische Ursprünge werden bei zwei – außerhalb des Ortes und in der Nähe des Flusses gelegenen – Einsiedeleien (Ermita de San Miguel de Corneja und Ermita de Santa María de la Vega) vermutet. Während der im 8. Jahrhundert beginnenden islamischen Herrschaft über weite Teile der Iberischen Halbinsel war die Gegend entvölkert; um das Jahr 918 wurde sie angeblich vom kastilischen Grafen Fernán González zurückerobert, doch wenige Jahre später erneut von den Mauren eingenommen. Erst im 11. und 12. Jahrhundert wurde sie endgültig zurückerobert (reconquista), wiederbesiedelt (repoblación) und mit einer Mauer umgeben. Die erste urkundliche Erwähnung des Ortsnamens Piedrahíta (lat.: petra ficta = „behauener Stein“ oder „Schlussstein“) stammt aus dem Jahr 1189.

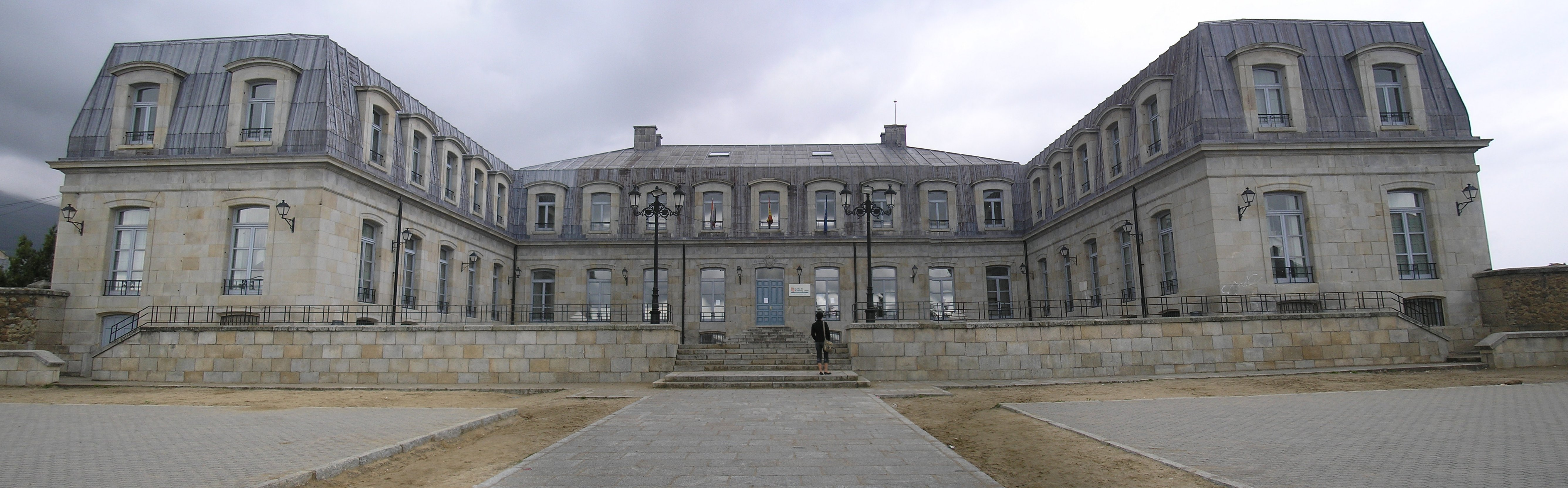
Palast der Herzöge von Alba

Möglicherweise bereits im 11. Jahrhundert entstand die Grundherrschaft Señorío de Valdecorneja, die im 15. Jahrhundert in den Besitz des Hauses Álvarez de Toledo kam, aus denen im Jahr 1465 die Herzöge von Alba hervorgingen, die hauptsächlich in Alba de Tormes und Madrid residierten. Noch in den Jahren 1755–1766 erbauten sie aber auch eine Sommerresidenz im französischen Stil außerhalb von Piedrahíta (Palacio de los duques de Alba). Im ausgehenden 18. Jahrhundert erlebte der Palast unter der Herzogin von Alba, die auch mit dem Maler Francisco de Goya bekannt war und von ihm mehrfach porträtiert wurde, eine neuerliche Blütezeit.

## Sehenswürdigkeiten

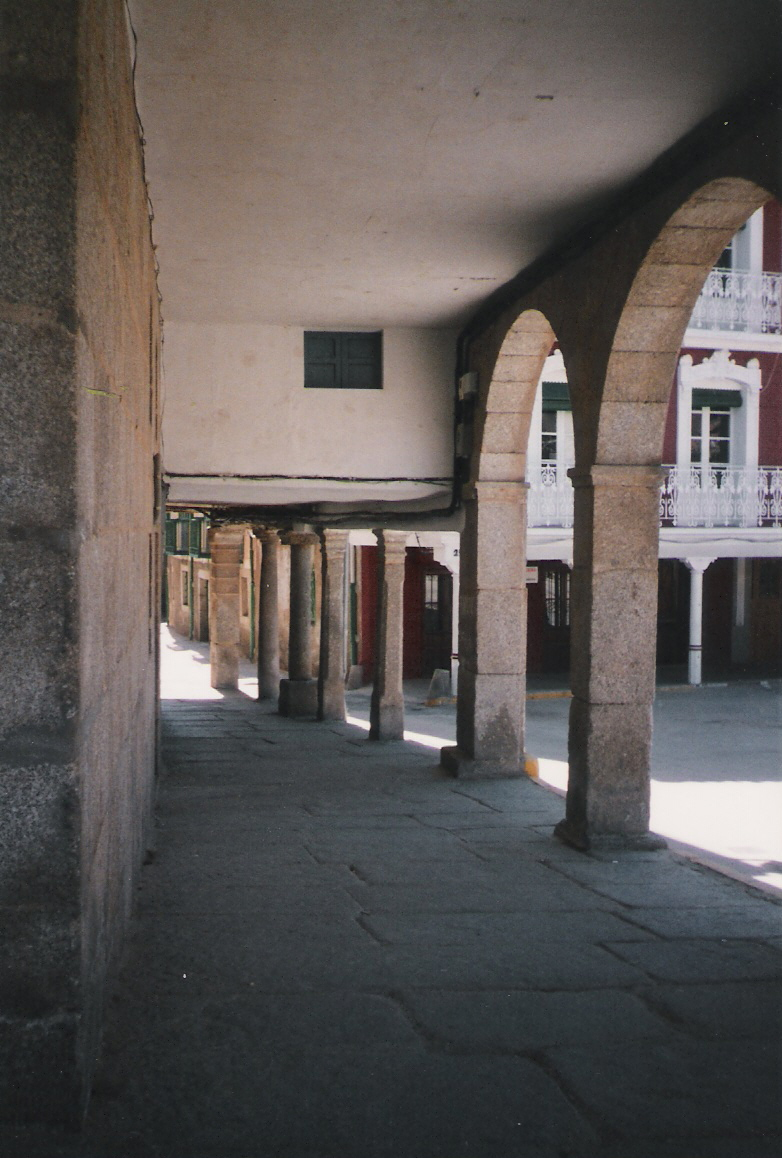
Arkadenhäuser an der Plaza Mayor

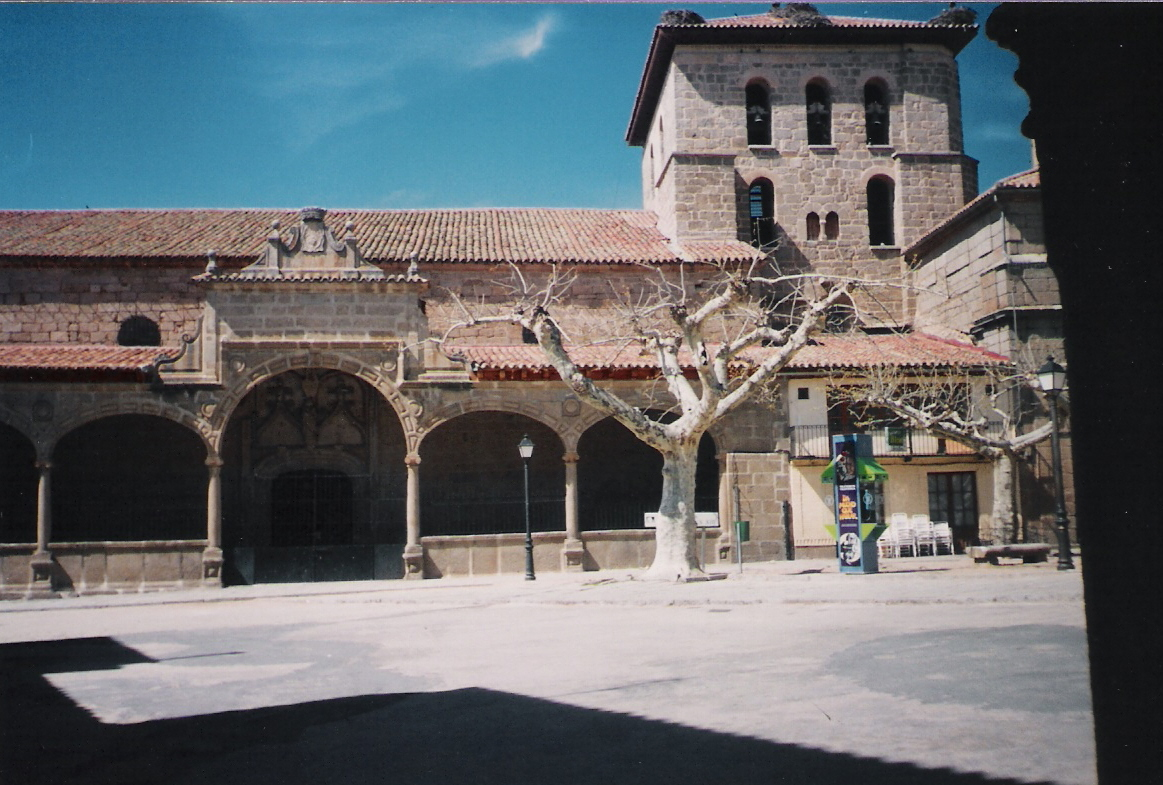
Kirche Santa María la Mayor

- Die Plaza de España, der Hauptplatz, bildet das eigentliche Zentrum der Altstadt; er ist von Arkadenhäusern umstanden, die die Besucher sowohl vor Regen als auch vor allzu starker Sonneneinstrahlung schützten. Ein Brunnen aus dem Jahr 1727 mit einer achteckigen Einfassung steht in der Platzmitte.
- Von der ursprünglich dreischiffigen Kirche Santa María la Mayor ist noch der gedrungen wirkende Glockenturm (campanar) erhalten. Im 16. Jahrhundert wurde die Kirche zu einer Kollegiatkirche umgebaut – im Westen entstand ein Kreuzgang (claustro), auf der Südseite wurde eine fünfbogige Vorhalle (portico) ergänzt, die wohl als ein später Nachfolger der romanischen Südvorhallen in den Provinzen Burgos, Soria und Segovia verstanden werden muss. Das neue Südportal zeigt eine Madonna mit Kind, die seitlich von zwei Kielbögen mit aufsitzenden Fialen gerahmt wird; durch Veränderungen auf der Nordseite entstanden mehrere Kapellen. Das zu einem Museum für sakrale Kunst umgestaltete Innere der Kirche präsentiert mehrere Altarretabel, zahlreiche Figuren sowie Werke der Goldschmiedekunst.[8]
- Aus der 2. Hälfte des 14. Jahrhunderts stammen die Ruinen des vom zweiten Señor de Valdecorneja gestifteten Dominikanerklosters, welches noch bis zur Desamortisation des Kirchen- und Klosterbesitzes in den Jahren 1834/5 vom Orden unterhalten wurde.
- Der Karmelitinnen-Konvent wurde im Jahre 1460 von María de Vargas y Acebedo, einer adligen Dame, gestiftet. Das eher unauffällige Portal zeigt eine Alfiz-Einrahmung und ein steinernes Wappenschild der Herzöge von Alba. In der Kapelle befindet sich das Bild El Granadino aus der Hand des Malers Alonso Cano. 2023 wurde das Kloster „Klosters der Barmherzigen Liebe und der Muttergottes“ geschlossen und die zum Zusammenschluss „Mater Unitatis“ gehörenden Nonnen zogen nach Salamanca um. Die Nonnen nahmen dabei mehr als 20 zum Privatbesitz des Ordens gehörende Gemälde und andere Stücke mit.[9]

Umgebung
- Der zweigeschossige herzogliche Palast (Palacio de los duques de Alba) liegt wenige Kilometer außerhalb des Ortes. Der französische Stil seines Architekten Jacques Marquet zeigt sich in der Mehrflügelanlage und am steilen Mansarddach.
- Die einschiffige Einsiedlerkirche Ermita de Santa María de la Vega liegt ebenfalls außerhalb des Ortes. Sie ist das Ziel einer alljährlichen Pilgerwallfahrt (romeral) am ersten Montag nach Pfingsten.
- Die Stierkampfarena (plaza de toros) mit ihren architektonischen Anklängen an neomaurische und neobarocke Stilformen stammt aus dem Jahr 1951.[10][11]

## Persönlichkeiten
- Die namentlich unbekannte Beata de Piedrahita (1485–1525) war Karmelitin sowie eine Mystikerin und Vorgängerin der hl. Teresa von Ávila.
- Fernando Álvarez de Toledo, 3. Herzog von Alba (El Gran Duque) wurde 1507 in Piedrahíta geboren.
- María del Pilar Teresa Cayetana de Silva y Álvarez de Toledo, bekannter unter dem Namen Herzogin von Alba (1762–1802) war die Muse, möglicherweise auch die Geliebte Goyas, den sie mehrfach im Schloss zu Gast hatte.